# Сосновка (Новокузнецкий район)
Сосно́вка — село в Новокузнецком районе Кемеровской области.
Расположено на автодороге Новокузнецк — Таштагол. Недалеко развязка на Междуреченск и Кемерово.Дорога на Осинники. Предприятия деревообработки. До 1991 ходил Трамвай № 9 Сосновка — Лыжная база (Новокузнецкое депо).
Недалеко от села протекает река Кондома и расположены элитные коттеджные поселки.

## Организации
В селе 1 православная церковь, есть армянская церковь.
В селе действует Церковь Святого Григория Просветителя.

В селе действует дом детского творчества , отделение социального обслуживания на дому, дом культуры, коммунальный участок, Школа,ДЮСШ, Дет сад. До 1958 работала Кузнецкая МТС, до 1991 - Совхоз Сосновский.

## История
Список населённых мест Томской губернии за 1859 год упоминает деревню Сосновку с 225 жителями

## Транспорт
№ 156 Новокузнецк - Таргай, № 120 Новокузнецк - Осинники, № 166 Новокузнецк - Михайловка, № 171 Новокузнецк - Кузедеево, №103а Новокузнецк - Калтан, № 158 Новокузнецк - Абагуровский разъезд и другие.
Остановки в с. Сосновка: "мост", "центр"(на № 120, 121, 103-А), пос. Вард (№ 156, 166, 171).

## Экономика
Совхоз Сосновский , завод по переработке автомобильных шин, предприятия питания (ООО Охота, ООО Идеал-сибирь), разрез Степановский , кафе - Русские забавы, 48 индивидуальных предпринимателей .

## Известные люди
- Ермакович, Алексей Степанович- Герой социалистического труда, бригадир молодёжной тракторной бригады
- Литвинов, Юрий Петрович -Герой социалистического труда,  директор Кузнецкой МТС
- Малев, Иван Амилеевич- Герой социалистического труда,  старший агроном МТС
- Фрейтор, Михаил Захарович -Герой социалистического труда,  старший механик МТС.
- Галанова, Мария Егоровна -Герой социалистического труда,  Доярка совхоза «Сосновский» Новокузнецкого района
- Юдин, Владимир Георгиевич - Герой Советского союза

## Памятники
- Девушка с караваем.